# Douglas S. Cook
Douglas S. Cook (1958 o 1959 − Santa Monica, Califòrnia, 19 de juliol de 2015) fou un guionista estatunidenc, conegut pel guió de la pel·lícula The Rock (1996). També és autor dels guions de Payoff, Holy Matrimony, Doble risc, i de la propera pel·lícula Criminal. Cook escrigué les seves obres amb el seu col·laborador, David Weisberg.

## Filmografia
- Payoff (1991, telefilm)
- Holy Matrimony (1994)
- The Rock (1996)
- Double Jeopardy, en català Doble risc (1999)
- Criminal (2016)